# Caden Clark
Caden Cristopher Clark (Medina, 27 maggio 2003) è un calciatore statunitense, centrocampista del CF Montréal.

## Biografia
Ha origini austro-ungariche tramite madre.

## Caratteristiche tecniche
È un centrocampista offensivo dotato di buon fiuto del gol. Gli piace trovare gli spazi e le linee di passaggio giocando di prima, oltre che essere pressato per scardinare le linee difensive avversarie.

## Carriera

### Club
Cresce nel Minnesota Thunder dove milita dal 2015 al 2017, anno in cui passa all'Academy del Barcellona con sede in Arizona.
Il 5 febbraio 2020 firma con i N.Y. Red Bulls II, con cui debutta il 18 luglio in occasione dell'incontro di USL Championship perso 1-0 contro l'Hartford Athletic; il 9 settembre seguente realizza le sue prime reti mettendo a referto una doppietta nella vittoria casalinga per 6-0 contro il Philadelphia Union II.
Il 10 ottobre 2020 i N.Y. Red Bulls acquisiscono i suoi diritti sportivi dal Minnesota Utd in cambio di 75.000 dollari; il giorno seguente debutta in MLS partendo da titolare nella sfida contro l'Atlanta United terminata 1-0 proprio grazie ad una sua rete.
Il 24 giugno 2021 viene acquistato a titolo definitivo dal RB Lipsia, che lo lascia in prestito alla compagine statunitense per tutta la durata della stagione 2021 di MLS.

### Nazionale
Ha giocato nella nazionale statunitense Under-20.
Il 18 gennaio 2025 esordisce con gli Stati Uniti nell'amichevole vinta per 3-1 contro Venezuela. Cinque giorni dopo realizza il suo primo gol per la massima selezione statunitense nell'amichevole vinta per 3-0 contro Costa Rica.

## Statistiche

### Presenze e reti nei club
Statistiche aggiornate al 23 febbraio 2025.
| Stagione                     | Squadra                      | Campionato                   | Campionato | Campionato | Coppe nazionali | Coppe nazionali | Coppe nazionali | Coppe continentali | Coppe continentali | Coppe continentali | Altre coppe | Altre coppe | Altre coppe | Totale | Totale |
| Stagione                     | Squadra                      | Comp                         | Pres       | Reti       | Comp            | Pres            | Reti            | Comp               | Pres               | Reti               | Comp        | Pres        | Reti        | Pres   | Reti   |
| ---------------------------- | ---------------------------- | ---------------------------- | ---------- | ---------- | --------------- | --------------- | --------------- | ------------------ | ------------------ | ------------------ | ----------- | ----------- | ----------- | ------ | ------ |
| lug.-sett. 2020              | N.Y. Red Bulls II            | USL                          | 12         | 3          |                 | -               | -               |                    | -                  | -                  |             | -           | -           | 12     | 3      |
| 2020                         | N.Y. Red Bulls               | MLS                          | 8          | 3          |                 | -               | -               |                    | -                  | -                  |             | -           | -           | 8      | 3      |
| 2021                         | N.Y. Red Bulls               | MLS                          | 25         | 4          |                 | -               | -               |                    | -                  | -                  |             | -           | -           | 25     | 4      |
| 2022                         | N.Y. Red Bulls               | MLS                          | 16         | 1          | USOC            | 1               | 0               |                    | -                  | -                  |             | -           | -           | 17     | 1      |
| Totale New York Red Bulls    | Totale New York Red Bulls    | Totale New York Red Bulls    | 49         | 8          |                 | 1               | 0               |                    | -                  | -                  |             | -           | -           | 50     | 8      |
| giu.-ago. 2022               | N.Y. Red Bulls II            | USL                          | 5          | 1          |                 | -               | -               |                    | -                  | -                  |             | -           | -           | 5      | 1      |
| Totale New York Red Bulls II | Totale New York Red Bulls II | Totale New York Red Bulls II | 17         | 4          |                 | -               | -               |                    | -                  | -                  |             | -           | -           | 17     | 4      |
| gen.-giu. 2023               | RB Lipsia                    | BL                           | 0          | 0          | CG              | 0               | 0               | UCL                | -                  | -                  | SG          | -           | -           | 0      | 0      |
| sett.-nov. 2023              | Vendsyssel                   | SL                           | 2          | 0          | CD              | -               | -               | -                  | -                  | -                  | -           | -           | -           | 29     | 6      |
| feb.-lug. 2024               | Minnesota Utd                | MLS                          | 23         | 0          |                 | -               | -               |                    | -                  | -                  | LC          | 0           | 0           | 23     | 0      |
| ago.-ott. 2024               | CF Montréal                  | MLS                          | 9+1        | 4+0        | CC              | -               | -               |                    | -                  | -                  | LC          | -           | -           | 10     | 4      |
| 2025                         | MLS                          | 1                            | 0          | CC         | -               | -               |                 | -                  | -                  | LC                 | -           | -           | 1           | 0      |        |
| Totale CF Montréal           | Totale CF Montréal           | Totale CF Montréal           | 11         | 4          |                 | -               | -               |                    | -                  | -                  |             | -           | -           | 11     | 4      |
| Totale carriera              | Totale carriera              | Totale carriera              | 102        | 16         |                 | 1               | 0               |                    | -                  | -                  |             | -           | -           | 103    | 16     |

### Cronologia presenze e reti in nazionale
| Cronologia completa delle presenze e delle reti in nazionale ― Stati Uniti | Cronologia completa delle presenze e delle reti in nazionale ― Stati Uniti | Cronologia completa delle presenze e delle reti in nazionale ― Stati Uniti | Cronologia completa delle presenze e delle reti in nazionale ― Stati Uniti | Cronologia completa delle presenze e delle reti in nazionale ― Stati Uniti | Cronologia completa delle presenze e delle reti in nazionale ― Stati Uniti | Cronologia completa delle presenze e delle reti in nazionale ― Stati Uniti | Cronologia completa delle presenze e delle reti in nazionale ― Stati Uniti |
| Data                                                                       | Città                                                                      | In casa                                                                    | Risultato                                                                  | Ospiti                                                                     | Competizione                                                               | Reti                                                                       | Note                                                                       |
| -------------------------------------------------------------------------- | -------------------------------------------------------------------------- | -------------------------------------------------------------------------- | -------------------------------------------------------------------------- | -------------------------------------------------------------------------- | -------------------------------------------------------------------------- | -------------------------------------------------------------------------- | -------------------------------------------------------------------------- |
| 18-1-2025                                                                  | Fort Lauderdale                                                            | Stati Uniti                                                                | 3 – 1                                                                      | Venezuela                                                                  | Amichevole                                                                 | -                                                                          |                                                                            |
| 23-1-2025                                                                  | Orlando                                                                    | Stati Uniti                                                                | 3 – 0                                                                      | Costa Rica                                                                 | Amichevole                                                                 | 1                                                                          | 46’                                                                        |
| Totale                                                                     |                                                                            | Presenze                                                                   | 2                                                                          |                                                                            | Reti                                                                       | 1                                                                          |                                                                            |